# Завземане: Край
Завземане: Край…, също наричано Завземане: Краят на началото, е кеч шоу в сериите „Завземане“.

## Резултати
| №                                                                         | Резултати                                                                                            | Правила                                       | Време |
| ------------------------------------------------------------------------- | --- | --------------------------------------------- | ----- |
| 1Т                                                                        | Ембър Муун побеждава Пейтън Ройс                                                                     | Индивидуален мач                              | N/A   |
| 2                                                                         | Андраде „Сиен“ Алмас побеждава Тай Дилинджър                                                         | Индивидуален мач                              | 5:22  |
| 3                                                                         | Възраждане (Скот Доусън и Даш Уайлдър) побеждава Американска Алфа (Джейсън Джордан и Чад Гейбъл) (ш) | Отборен мач за Отборните титли на NXT         | 16:00 |
| 4                                                                         | Шинске Накамура побеждава Остин Ейрис                                                                | Индивидуален мач                              | 17:05 |
| 5                                                                         | Аска (ш) побеждава Ная Джакс                                                                         | Индивидуален мач за Титлата при жените на NXT | 9:12  |
| 6                                                                         | Самоа Джо (ш) побеждава Фин Бáлър                                                                    | Мач в Стоманена клетка за Титлата на NXT      | 16:10 |
| - (ш) – указва шампиона/шампионите в мача - Т – показва, че мачът е тъмен | |                                               |       |